# Linda Andersen
Pour les articles homonymes, voir Andersen.
Linda Widwey Andersen, née le 15 juin 1969 à Tønsberg, est une skipper norvégienne.

## Carrière
Linda Andersen participe aux Jeux olympiques d'été de 1992 à Barcelone où elle obtient une médaille d'or en dériveur solitaire Europe. Aux Jeux olympiques d'été de 1996, elle termine dixième de la course de dériveur double avec sa sœur Ida.